# Ingrata patria, ne ossa quidem mea habes
Ingrata patria, ne ossa quidem mea habes (o Ingrata patria, nec ossa quidem mea habes) è una locuzione latina, citata da Valerio Massimo (Factorum et dictorum memorabilium libri IX, V, III, 2b) e attribuita a Scipione l'Africano, che voleva fosse scritta sulla sua tomba, poiché era in esilio volontario. 
La traduzione in italiano è Ingrata patria, non avrai neppure le mie ossa, forma in cui la locuzione è sopravvissuta nel linguaggio comune. Oggi è usata per indicare la reazione di un grande personaggio che, dopo aver servito la patria, non è ricambiato neanche con la gratitudine.
Si ritiene che sul sepolcro di Publio Cornelio Scipione a Liternum fosse stata scolpita tale frase. Successivamente, secondo la tradizione, fra le rovine della città vi si trovò un frammento della suddetta epigrafe, in cui si leggeva solo "... ta Patria ne..." e perciò tutto quel luogo prese il nome di Patria,
e parimente il lago detto di Patria.